# ملجأ مجدلي

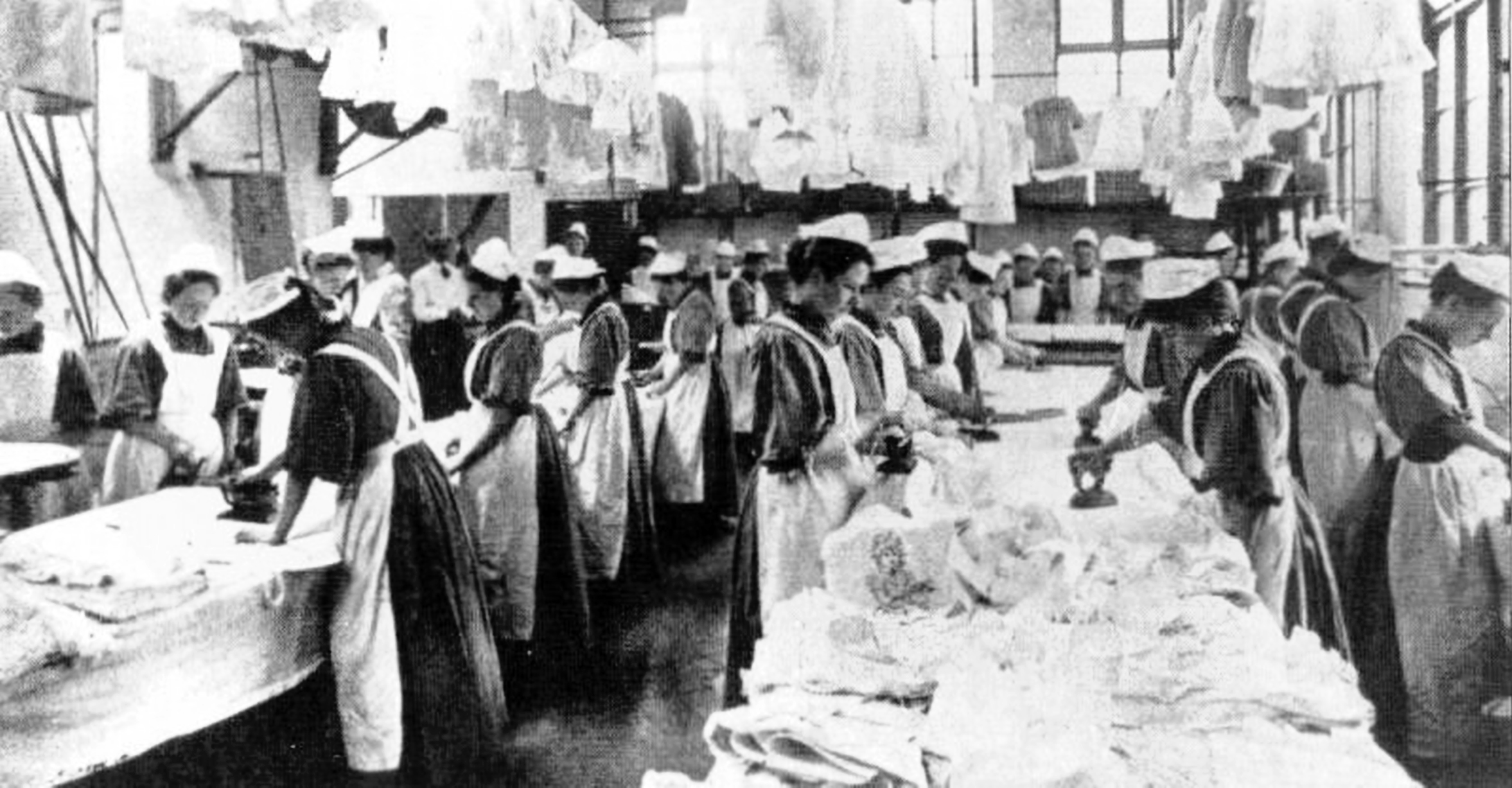
صورة لملجأ مجدلي في إنجلترا مطلع القرن العشرين

كانت الملاجئ المجدلية أو المصحات المجدلية المعروفة أيضًا باسم المغاسل المجدلية، بروتستانتية في البداية، لكنها أصبحت لاحقًا مؤسسات رومانية كاثوليكية غالبًا عملت منذ القرن الثامن عشر حتى أواخر القرن العشرين، بهدف ظاهري هو علاج «النساء الهابطات». استُخدم هذا المصطلح للإشارة إلى أولئك النساء اللواتي مارسن الجنس غير الشرعي أو عملن في الدعارة، ووُصفت به أيضًا النساء الشابات اللواتي حملن خارج نطاق الزواج، أو الفتيات الصغيرات والمراهقات اللواتي لم يحصلن على دعم عائلي. طُلب من هذه المؤسسات العمل كجزء من المجلس الإداري، وأدارت المؤسسات مغاسل تجارية واسعة لخدمة زبائن خارج قواعدها.
عملت الكثير من هذه «المغاسل» بشكل فعلي كأماكن عمل إصلاحية، وكانت الأنظمة الصارمة داخلها أشد من تلك الموجودة في السجون. تعارض هذا مع الادعاء العام بأن هذه المصحات مخصصة لعلاج النساء لا لعقابهن، إذ ذكرت إحدى السجينات أن الحرارة لم تكن مقبولة، ولم يمكن للنزيلة مغادرة حجرتها إلّا بعد سماع صوت جرس.
عملت هذه المغاسل في المملكة المتحدة وأيرلندا والسويد وكندا والولايات المتحدة وأستراليا طوال معظم القرن التاسع عشر وحتى أواخر القرن العشرين، إذ أُغلقت الأخيرة منها عام 1996. سميت هذه المعاهد تيمنًا بالشخصية الإنجيلية مريم المجدلية التي صُورت في القرون الماضية كبائعة هوى أعيد تأهيلها بنجاح.
أُسس المركز المجدلي الأول في أواخر عام 1758 في وايت تشابل بإنجلترا، وأُسس مركز مشابه في أيرلندا بحلول عام 1767. كانت المصحة المجدلية الأولى في الولايات المتحدة هي المجتمع المجدلي في فيلادلفيا الذي تأسس عام 1800، وكانت جميعها مؤسسات بروتستانتية. سلكت المدن الأخرى الطريق ذاته خصوصًا بعد عام 1800 مع بدء افتتاح المراكز الكاثوليكية. في القرن التاسع عشر وبداية القرن العشرين، أصبح وجود المصحات المجدلية أمرًا مألوفًا في عدد من البلدان. بحلول عام 1900، كان هناك أكثر من 300 مصحة في إنجلترا وأكثر من 20 في اسكتلندا.

## المغاسل المجدلية تبعًا للبلد

### إنجلترا واسكتلندا وويلز (1758)
تأسس المركز المجدلي الأول، المعروف باسم المشفى المجدلية، لاستقبال العاهرات التائبات في أواخر عام 1758 في وايت تشابل بلندن من قبل تاجر الحرير روبرت دينغلي وجوناس هانواي وجون فيلدينغ. عملت النساء في مجال الخدمة والحرف اليدوية للمساعدة في تأمين الدعم المالي للمنزل، وتلقت النزيلات مبلغًا بسيطًا من المال لقاء عملهن. تأمنت موارد مالية إضافية من خلال الترويج للبيوت كمناطق سياحية للطبقات العليا من المجتمع. وصف هوراس والبول الإيرل الرابع لأورفرد زيارة أحد مراكز التسلية هذه ضمن زيارات للمشفى الملكي في بيثليم ومشفى الأيتام. انتقل المركز لاحقًا إلى ستريثام بقدرة استيعابية قُدرت بـ140 امرأة، وكانت أعمار المقبولات بين 15 و40. احتوى المركز المفتتَح في برستل عام 1800 على أربعين امرأة أخرى، تلاه في عام 1805 مركز في مدينة باث (79 امرأة) والعديد من المدن الإنجليزية الأخرى في السنوات اللاحقة، لكن معظم هذه المراكز اللاحقة لم تعد تحمل كلمة «مجدلية» في اسمها. يقدر المؤرخون أنه بحلول أواخر القرن التاسع عشر كان هناك أكثر من 300 مركز مجدلي في إنجلترا لوحدها.
في عام 1797، تأسست المصحة المجدلية الملكية في إدنبرة باسكتلندا، تحديدًا في شارع كانون غيت في حي البلدة القديمة من المدينة، والذي كان موقعًا مألوفًا لعاهرات الشوارع. أتى بعض النساء إلى المدينة بسبب تأثير الثورة الصناعية التي ركزت السكان في المدن، وبعضهن الآخر كُنّ حوامل، وأخريات أُجبرن على العمل بالبغاء. قُتلت ماري باترسون (المعروفة أيضًا باسم ماري ميتشل) بيد وليام بورك بعد خروجها من المركز بفترة قصيرة في الثامن من أبريل عام 1828. انتقلت مصحة إدنبرة إلى منطقة دارلي من المدينة نحو عام 1842. كان البرنامج مدعومًا بعمل التنظيف والسباكة من قبل المقيمين. في غلاسكو، أصبحت المصحة المجدلية هي المعهد المجدلي الذي استمر بالعمل حتى عام 1958.
أسس الكاتب الإنجليزي تشارلز ديكنز مع أنجيلا بورديتك وتس بديلًا في عام 1846 ظنًا منهما أن المشافي المجدلية كانت شديدة القسوة. في مركز أورانيا كوتيج، أُجريت إعادة تأهيل النساء الشابات لإعادة الاندماج في المجتمع أو الهجرة إلى المستعمرات.
بحلول أواخر القرن التاسع عشر، ترك كثير من المراكز نموذج العمل القديم وتبنت نظامًا جديدًا مشابهًا لدور العمل الإصلاحية. لكن هذه المراكز كانت خاضعة لقوانين تنظيم العمال والتفتيش الدوري بما أنها أصبحت تُعتبر ورشات عمل ومعامل تجارية. حدد قانون المصانع الصادر عام 1901 ساعات العمل للفتيات بين 13 و 18 عامًا بـ12 ساعة يوميًا كحد أقصى. وُجدت المغاسل المجدلية بشكل أو بآخر في الكثير من المراكز الصناعية في إنجلترا وويلز، تتضمن الأمثلة عليها دير الراعي الطيب في بينيلان في كارديف عاصمة ويلز. كان هذا الاسم شائعًا لهذا النوع من المراكز الدينية.

### الولايات المتحدة (1800)
كانت أولى المصحات المجدلية في الولايات المتحدة هي المجتمع المجدلي في فيلادلفيا الذي تأسس عام 1800. تلاها العديد من المدن الأخرى في أمريكا الشمالية مثل نيويورك وبوسطن وشيكاغو وتورنتو.
تظهر سجلات المصحات أنه في الفترة الأولى للحركة المجدلية سُمح للعديد من النساء بالدخول والخروج بحرية، وبشكل متكرر أحيانًا. كتبت لو آن دي كونزو في كتابها «الإصلاح، الراحة، الطقوس: تاريخ المعاهد؛ المجتمع المجدلي في فيلادلفيا، 1800 - 1850» أن النساء في مصحة فيلادلفيا طلبن اللجوء والراحة من المرض والسجن أو مأوى المشردين والظروف العائلية الصعبة والرجال المعتدين والظروف الاقتصادية العصيبة. خلال سنواتها الأولى، عملت مصحة المجتمع المجدلي كملجأ للعاهرات. بقي معظمهن لعدة أيام حتى عدة أسابيع، فقط لمدة كافية للتعافي والحصول على ملابس جديدة. قُوبلت محاولات إعادة التأهيل بنتائج غير مرضية. في عام 1877، تغيرت المصحة إلى دار «الفتيات المنحرفات»، واشترطت القوانين الجديدة بقاء النزيلة لمدة عام كامل. مع تحول مصحة المجتمع المجدلي لتصبح أكثر انتقائية، وتخفيف تركيزها على الذنوب الشخصية والخلاص، وتوحيد معايير معالجة المريضات؛ تضاءلت معدلات الفشل حتى اختفت. أضيف إلى لائحة هذه المراكز مجتمع ملجأ الإناث التائبات في بوسطن عام 1823.
تأسس مجتمع نيويورك المجدلي عام 1830 بهدف إنقاذ النساء من حياة الدعارة والجريمة. كثيرًا ما خطف أنصار المرأة النساء من بيوت الدعارة لنقلهن إلى المصحات. في عام 1907، افتُتحت دار جديدة في منطقة إنوود من مانهاتن العليا. انتقل المجتمع مرتين إلى مركز أكبر. عمل الكثير من النساء اللواتي كن نزيلات بشكل مؤقت في مركز إنوود في الحانات وبيوت الدعارة والأزقة الضيقة في مانهاتن الدنيا قبل «إنقاذهن» من قبل المجتمع. جرى ضم الفتيات للمركز بشكل عام لمدة 3 سنوات وسطيًا. خلال هذه السنوات، مات العديد  من الفتيات أو تأذّين نتيجة القفز من النوافذ أو محاولات الهروب الفاشلة.
في عام 1917، تغير اسم المجتمع المجدلي الخيري إلى دار إنوود. في بداية العشرينيات من القرن العشرين، استُخدم ثنائي كلوريد الزئبق بشكل شائع في علاج الأمراض المنقولة بالجنس، إذ لم يكن البنسلين قد توفر بعد. عانى بعض النساء من التسمم بالزئبق، كما حدث مع المريضات خارج المصحات. بيع البناء وتغير مكان المؤسسة في ما بعد. ما يزال دار إنوود قيد العمل، وهو يركز عمله في مجال الحمل عند المراهقات.